# Баркова, Алёна Дмитриевна
Алёна Дмитриевна Баркова (род. 20 апреля 1980 года) — российская актриса театра и кино.

## Биография
Алёна Баркова родилась 20 апреля 1980 года в Ленинграде в семье актёров Дмитрия Ивановича Баркова и Наталии Николаевны Немшиловой. Старший брат — актёр Дмитрий Барков, известный по главной роли Васи Петрова в фильме «Приключения Петрова и Васечкина, обыкновенные и невероятные», и его продолжении «Каникулы Петрова и Васечкина, обыкновенные и невероятные».

В 1997 году поступила в Санкт-Петербургский государственный университет на факультет международных отношений, который окончила с красным дипломом в 2002 году. Ещё учась на четвёртом курсе Университета, поступила в Санкт-Петербургскую Академию театрального искусства (ныне РГИСИ) в мастерскую В. М. Фильштинского в 2001 году. Параллельно с учёбой в Академии работала с 2003 по 2006 г. преподавателем на факультете международных отношений на кафедре Североамериканских исследований и читала курсы: «Этнические процессы в Северной Америке», «Религии США и Канады», «Культура Северной Америки» и разработанный авторский курс «Мастерство публичной речи». В 2006 году окончила Театральную академию и вместе с дипломным спектаклем «Пикник с Алисой» была принята в Санкт-Петербургский академический театр им. Ленсовета.

С июня 2006 года — актриса театра им. Ленсовета.

Свободно владеет английским, французским и немецким языками.

## Творчество

### Роли в театре
«Театр-студия 51»:
- «Ромео и Джульетта» У. Шекспир — Леди Капулетти
- «Ю» О. Мухина — Елизавета Сергеевна
- «Преступление и наказание» Ф. М. Достоевский — Авдотья Раскольникова
- «До свидания, мальчики» — Выпускница (музыкальный спектакль по песням Б. Окуджавы)
- «Урок в стиле джаза» — Пассажирка корабля (пластическая импровизация)

Театр им. Ленсовета:
- «Пикник с Алисой» — моноспектакль по книге Л. Кэрролла «Алиса в стране чудес» (реж. Ю. Васильев)
- «Варвары» М. Горький — Степа (реж. А. Нордштрем)
- «Кабаре» по мюзиклу Б. Фосса — Лулу (реж. В. Пази)
- «Фредерик или Бульвар преступлений» — Артистка театра, Русалка (реж. В. Пази)
- «Дракон», Е. Шварц - Подруга Эльзы (реж. А. Корионов)
- «Развод по-женски», К. Б. Люс — Элен (реж. О.Леваков)
- «Американские мечты», К. Браун - Дочь (реж. Р.Феодори)
- «Сотворившая чудо», У. Гибсон — Кэт (реж. В. Баженова)
- «Заповедник», С. Довлатов — Галина Александровна (реж. В. Сенин)
- «Циники» — Фанни Каплан, графиня Панина (реж. А. Праудин)
- «Август. Графство Осейдж», Т. Леттс — Джоанна (реж. П. Шерешевский)
- «Смерть коммивояжера», А. Миллер — Летта (реж. О. Еремин)
- «Земля Эльзы» Я. Пулинович — Марина (реж. Ю. Цуркану)

Театральная компания «Ника»:
- «Танго в пустыне Наска» Н. Якимчук — Она (реж. И. Миркурбанов)

Литературный театр Олега Попова:
- «Евгений Онегин» А. Пушкин — Татьяна (реж. О. Попов)

Театр «Цехъ»:
- «Сны города Мордасова», спектакль по повести Ф. М. Достоевского «Дядюшкин сон» - Марья Александровна (реж. Е. Ханжарова)

## Награды и профессиональные достижения
- Моноспектакль «Пикник с Алисой» обладатель приза зрительских симпатий за лучший дебют 2006 года
- Лауреат фестиваля «Театры Санкт-Петербурга — детям» за лучшую актёрскую работу (2007)
- Дипломант международного фестиваля «Театральный остров» (2006)
- Дипломант международного конкурса моноспектаклей «Монокль-2007»
- Дипломант международного театрального фестиваля «SOLO», Москва, 2008
- Спектакль "Евгений Онегин" - обладатель Гран-При 24-го Международного театрального фестиваля "Русская классика", Лобня, 2019

## Фильмография
| Год  |     | Название                           | Роль               |
| ---- | --- | ---------------------------------- | ------------------ |
| 2004 | с   | Улицы разбитых фонарей             | Василиса           |
| 2006 | ф   | Вдох-выдох                         | сестра Киры        |
| 2006 | ф   | Мне не больно                      | продавец           |
| 2006 | кор | Марганцовка                        | Лена               |
| 2006 | с   | Голландский пассаж                 | Лаура              |
| 2007 | с   | Гончие                             | Таня               |
| 2009 | ф   | Можно, я буду называть тебя мамой? | Екатерина Малышева |
| 2009 | с   | Жить сначала: История зечки        | Мария              |
| 2009 | с   | Одержимый                          | Светлана           |
| 2010 | с   | Дорожный патруль                   | Вера Дементьева    |
| 2012 | с   | Тайны следствия                    | Алевтина           |
| 2013 | с   | Литейный                           | Елена Иванова      |
| 2014 | с   | Академия                           | Юлия               |
| 2015 | ф   | Уроки выживания                    | Валентина          |
| 2015 | с   | Граница времени                    | Карина Семенова    |
| 2017 | с   | Шеф                                | Ирина              |
| 2019 | ф   | Одесса (фильм)                     | Вера, капитанша    |